# Leif Ekman
Leif Ekman, född 16 januari 1893 i Göteborgs Karl Johans församling, död 1 oktober 1967 i Råda församling, Göteborgs och Bohus län, var en svensk stående höjdhoppare som tävlade för Örgryte IS.
Vid OS i Stockholm 1912 blev Ekman utslagen i kvalet i stående höjdhopp, med resultatet 1,45 meter.
År 1912 förbättrade Ekman det svenska rekordet i stående höjdhopp från Rolf Smedmarks 1,48 meter till 1,51 meter. Rekordet behöll Ekman till 1913 då Edvard Möller hoppade 1,52 meter.
Ekman var länsombudsman för Svenska naturskyddsföreningen. Han ägde Råda säteri i Mölnlycke. Leif Ekman är begravd på Örgryte gamla kyrkogård.